# Cyathophorella tahitensis
Cyathophorella tahitensis là một loài rêu trong họ Daltoniaceae. Loài này được Besch. M. Fleisch. mô tả khoa học đầu tiên năm 1908.